# Cavalieri d'argento
I Silver Saint (白銀聖闘士?, Silver Saints), o Cavalieri d'argento, sono dei personaggi dei manga e degli anime dell'universo fantastico de I Cavalieri dello zodiaco (Saint Seiya in originale), nato dal mangaka Masami Kurumada.
Rappresentano la casta intermedia della scala gerarchica dei guerrieri al servizio della Dea Atena e come tutti gli altri vestono un'armatura (o Cloth) ispirata alle costellazioni; nel loro caso le loro armature sono d'argento (chiamate in originale Silver Cloth o armature d'argento nel doppiaggio televisivo italiano,) e si ispirano a costellazioni con latitudine intermedia tra quelle zodiacali e quelle polari.

## Caratteristiche
(Misty a Seiya nel capitolo 25 del manga.)
I Silver Saint, così come tutti gli altri guerrieri al servizio di Atena, vengono insigniti di tale rango prima della reincarnazione della Dea. Appartenendo alla casta intermedia, i Silver Saint possiedono un cosmo superiore ai cavalieri di bronzo, ma rimangono inferiori, salvo rare eccezioni (tipo Orfeo e Suikyo) ai cavalieri d'oro, che possiedono il Settimo Senso e sono capaci di muoversi alla velocità della luce. I Silver Saint, invece, possono muoversi o lanciare colpi raggiungendo una velocità da due fino a cinque volte quella del suono.
Poiché i Gold Saint sono spesso impegnati in importanti mansioni al di fuori del Santuario e vengono richiamati solo nei casi di estrema necessità, sono i Silver Saint a compiere la maggior parte delle missioni, principalmente di esplorazione e assassinio. I Silver Saint, inoltre, hanno il compito di custodire i Cloth senza proprietario e di allenare gli apprendisti Saint fino alla loro investitura. Il Silver Saint dell'Altare, in particolare, ha tradizionalmente il compito di proteggere il Gran Sacerdote e assisterlo in qualità di primo ministro.
Differentemente dai normali Bronze Cloth, i Silver Cloth sono più resistenti, congelano a -210 °C, e coprono una buona percentuale del corpo del Saint. Nell'enciclopedia Taizen viene specificato che i Silver Cloth, rispetto ai Bronze Cloth, sono considerati delle semplici protezioni destinate a guerrieri molto abili, per cui la maggior parte sono sprovviste di armi o accessori speciali. Alcune eccezioni sono le armature di Auriga (dotata di dischi rotanti) e Cerbero (dotata di palle chiodate), sebbene i Silver Saint che le indossano possono farne a meno nella lotta grazie alle loro capacità superiori.

## Silver Saint ufficiali
Sul numero dei Silver Saint esiste un'enorme confusione, dovuta alle varie opere che vanno apertamente in contraddizione tra loro. Ufficialmente, secondo quanto dichiarato nell'enciclopedia Taizen, esistono ventiquattro Silver Saint, numero non casuale visto che sono la metà dei Bronze Saint e il doppio dei Gold Saint. Dal manga classico (e anime classico), vengono indicati come appartenenti a Silver Saint le costellazioni di Aquila, Ofiuco, Lucertola, Balena, Cani da Caccia, Centauro, Corvo, Perseo, Auriga, Ercole, Mosca, Cane Maggiore, Freccia, Cefeo, Lira e Cerbero. Quest’ultima è in realtà una costellazione estinta, cioè una le cui stelle sono in seguito state inglobate in un'altra (in questo caso Ercole). Intervistato al riguardo Kurumada ha risposto di essersi basato sulla mitologia più che sull'astronomia. Sempre Kurumada ha poi indicato come d'argento le armature di Coppa e Altare, i cui gradi sono in seguito confermati nell'enciclopedia Taizen, nei manga Next Dimension e nel romanzo Gigantomachia.
Alcuni di questi Silver Saint appaiono anche nella serie in CGI Original Netflix Knights of the Zodiac basata sulla serie classica.
| nº | Silver Saint         | Costellazione  | Apparizione                   |
| -- | -------------------- | -------------- | ----------------------------- |
| 1  | Marin (Castalia)     | Aquila         | Serie classica/Next Dimension |
| 2  | Shaina (Tisifone)    | Ofiuco         | Serie classica/Next Dimension |
| 3  | Misty (Eris)         | Lucertola      | Serie classica                |
| 4  | Moses                | Balena         | Serie classica                |
| 5  | Asterion (Asterione) | Cani da Caccia | Serie classica                |
| 6  | Babel                | Centauro       | Serie classica                |
| 7  | Jamian (Damian)      | Corvo          | Serie classica/Next Dimension |
| 8  | Argor (Argo)         | Perseo         | Serie classica                |
| 9  | Capella (Agape)      | Auriga         | Serie classica                |
| 10 | Dante (Vesta)        | Cerbero        | Serie classica                |
| 11 | Argeti (Argetti)     | Ercole         | Serie classica                |
| 12 | Dio (Dedalus)        | Mosca          | Serie classica                |
| 13 | Sirius (Orione)      | Cane Maggiore  | Serie classica                |
| 14 | Tramy (Betelgeuse)   | Freccia        | Serie classica                |
| 15 | Dedalus              | Cefeo          | Serie classica (solo manga)   |
| 16 | Orfeo                | Lira           | Serie classica                |
| 17 | Sconosciuto          | Altare         | Enciclopedia Taizen           |
| 18 | Suikyo               | Cratere        | Next Dimension                |

### Misty di Lizard
Misty di Lizard (蜥蜴星座のミスティ?, Lizard no Misty), o più semplicemente Eris della Lucertola nel doppiaggio televisivo italiano,, è il Silver Saint appartenente alla costellazione della Lucertola. Personaggio orgoglioso sia del proprio rango che del proprio bellissimo aspetto al limite del narcisismo, Eris ha sviluppato un'idea secondo cui un Saint debba essere esempio di purezza e bellezza assoluta, e non debba mai sporcarsi o venir ferito in battaglia. Insieme a Moses, Asterion e Babel viene inviato dal Grande Sacerdote per uccidere i Bronze Saint al servizio di Saori Kido. Giunto a Tokyo, in Giappone, Misty attacca Seiya, mettendolo subito in difficoltà il suo avversario. Dopo una dura battaglia, però, Seiya inventa il Pegasus Rolling Crash, con il quale trascina Misty in mare, ferendolo mortalmente. In punto di morte Misty riconosce i suoi errori, rendendosi conto di quanto sia stato sciocco a inseguire la futile gloria e di quanto gli sia costato credersi imbattibile.
Nella trilogia OAV su Hades, contrariamente al manga, Misty viene resuscitato da Ade, il quale gli fa dono di una Surplice e lo invia in Siberia per uccidere Hyoga. Sebbene apparentemente segua gli ordini di Ade, Misty non è un traditore, avendo aderito al piano di Shion, antico Grande Sacerdote, per risvegliare il God Cloth di Atena. Arrivato in Siberia con Babel e Moses, Misty trova Hyoga e lo attacca, venendo facilmente ucciso dal Bronze Saint.
Misty, inoltre, compare anche nel manga Episode G, ambientato tempo dopo il tradimento di Aiolos del Sagittario e poco prima dell'inizio della storia narrata nella serie classica, dove si reca in Egitto con Retsu e Shaina per contrastare l'avanzata dei mostri evocati dai Titani.
Misty possiede due colpi segreti, uno difensivo e uno offensivo. La tecnica di difesa è la Barriera d'Argento, ovvero una barriera d'aria che Misty crea ruotando i palmi delle mani. Questa tecnica viene superata da Seiya, che concentra la forza dei colpi in un solo punto, rendendola inefficace. La barriera, inoltre, non funziona in acqua. La tecnica offensiva è invece il Mavrou Trypa (Dita d'Argento nell'adattamento italiano dell'anime classico ). Per eseguirla, Misty concentra il proprio cosmo in uno o due dita, generalmente l'indice e il medio della mano destra, lanciandole poi in avanti e generando un potentissimo vortice di energia che lancia in aria il nemico.
Come tutti i Saint di Atena anche Misty indossa una Cloth (o Sacra Armatura), più precisamente la Silver Cloth (o Armatura d'argento) di Lucertola, che rappresenta proprio l'omonimo animale. La Cloth della Lucertola esiste anche come Surplice, ovvero le armature degli Spectre di Ade, con una tinta nera e forme leggermente modificate.

### Moses di Whale
Moses di Cetus (白鯨星座のモーゼス?, Cetus no Moses) è il Silver Saint appartenente alla costellazione della Balena. Insieme a Misty, Asterion e Babel viene inviato dal Grande Sacerdote per uccidere i Bronze Saint al servizio di Saori Kido. Giunto a Tokyo, in Giappone, Moses coadiuvato da Asterion affronta Seiya, il quale lo uccide con il Pegasus Ryuseiken.
Nella trilogia OAV su Hades, contrariamente al manga, Moses viene resuscitato da Ade, il quale gli fa dono di una Surplice e lo invia in Siberia per uccidere Hyoga. Sebbene apparentemente segua gli ordini di Ade, Moses non è un traditore, avendo aderito al piano di Shion, antico Grande Sacerdote, per risvegliare il God Cloth di Atena. Arrivato in Siberia con Misty e Babel, Moses trova Hyoga e lo attacca, venendo facilmente ucciso dal Bronze Saint.
L'unica tecnica di Moses è il Kaitos Spouting Bomber (Getto d'Acqua Devastante nell'adattamento italiano dell'anime classico e Ketos Spouting Bomber nella traduzione italiana del manga di Granata Press). Il colpo è suddiviso in due parti: inizialmente Moses afferra per un braccio l'avversario, lanciandolo in aria. Con entrambe le braccia aperte poi crea, con una sorgente d'acqua vicina, un getto d'acqua ascensionale simile al soffio dello sfiatatoio di una balena che a causa dell'enorme pressione immobilizza l'avversario. Chi subisce il colpo precipita poi a testa in giù verso il suolo a una velocità altissima. In questa fase Moses interviene in prima persona, intercettando il nemico con un pugno fortissimo e centrandolo alla testa.
Come tutti i Saint di Atena anche Moses indossa un Cloth (o Sacra Armatura), più precisamente il Silver Cloth (o Armatura d'argento) di Balena, che rappresenta proprio l'omonimo animale. Nel corso della serie, viene quasi distrutta da una serie di attacchi di Seiya. Il Cloth della Balena esiste anche come Surplice, ovvero le armature degli Spectre di Ade, con una tinta nera e forme leggermente modificate.
"Moses" è un nome biblico, corrispondente all'italiano Mosè. Mosè e la balena sono entrambi legati sia all'acqua sia alla Bibbia: il primo, infatti, separò le acque del mar Rosso, mentre la seconda inghiottì il profeta Giona per alcuni giorni.

### Asterion di Hound
Asterion di Hound (猟犬星座のアステリオン?, Hound no Asterion), o più semplicemente Asterione nel doppiaggio televisivo italiano, è il Silver Saint appartenente alla costellazione dei Cani da Caccia.
Insieme a Misty, Moses e Babel viene inviato dal Grande Sacerdote per uccidere i Bronze Saint al servizio di Saori Kido. Giunto a Tokyo, in Giappone, Asterion, coadiuvato da Moses, affronta Seiya. Dopo la sconfitta di Moses, Asterion riesce a mettere in difficoltà Seiya, almeno fino all'ingresso di Marin, che lo sconfigge con l'Eagle Toe Flash, frantumando inoltre il suo Silver Cloth. Nel manga viene risparmiato da Marin, che lo esorta a tornare al Grande Tempio per raccontare tutto al Grande Sacerdote. Il suo destino rimane ignoto fino all'attacco di Ade al Grande Tempio: in una vignetta, infatti, è possibile vedere la lapide di Asterion, il che lascia presumere che possa essere stato ucciso dal Gran Sacerdote per il suo fallimento. Nell'anime, invece, Asterion muore a causa l'Eagle Toe Flash di Marin e, in punto di morte, confessa di avere agito in quel modo perché sotto il controllo del Grande Sacerdote.
Asterion compare in un cameo anche in Saintia Sho, quando, insieme a Sirius e Tramy, viene convocato dal Grande Sacerdote per indagare sul misterioso tempio comparso nel giardino dell'Eden (ovvero il tempio di Eris). I tre accettano la missione, salvo poi essere destituiti dall'incarico (che viene affidato a Milo dello Scorpione).
Asterion è dotato di poteri mentali che gli permettono di creare illusioni di pochi secondi nella mente degli avversari meno esperti, ingannando la loro percezioni. Inoltre è capace di leggere i pensieri degli altri, anticipandone quindi le mosse quando queste non sono portate troppo velocemente. L'unica tecnica conosciuta di Asterion è il Million Ghost Attack (ミリオン・ゴースト・アタック?, Mirion Gōsuto Atakku) (Inganno di Asterione o Croce d'Argento nell'adattamento italiano dell'anime classico), con la quale il Silver Saint crea diversi ologrammi della propria immagine per confondere l'avversario e spiazzarlo in battaglia. Nell'enciclopedia Taizen, Kurumada ha precisato che le tecniche di Asterion derivano direttamente dal Satori.
Come tutti i Saint di Atena anche Asterion indossa un Cloth (o Sacra Armatura), più precisamente il Silver Cloth (o Armatura d'argento) dei Cani da Caccia. Come intuibile, il totem dell'armatura rappresenta un segugio, ritto a quattro zampe e con le orecchie alzate. Nel manga viene danneggiata notevolmente da Marin, mentre nell'anime i danni sono più leggeri.

### Babel del Centauro
Babel del Centauro (ケンタウルス星座のバベル?, Centaurus no Babel), o più semplicemente Babel nel doppiaggio televisivo italiano, è il Silver Saint appartenente alla costellazione del Centauro. Insieme a Misty, Moses e Asterion viene inviato dal Grande Sacerdote per uccidere i Bronze Saint al servizio di Saori Kido. Giunto a Tokyo, in Giappone, si scontra con Hyoga, il quale lo uccide in battaglia, che avviene sulla spiaggia di Enoisha.
Nell'adattamento anime realizzato negli anni ottanta le vicende che riguardano Babel sono state modificate. Dopo la morte di Misty, Moses e Asterion, Babel si reca all'arena delle Galaxian Wars, ormai in rovina, per uccidere i Bronze Saint e vendicare i suoi compagni caduti. Mette in difficoltà Hyoga, il quale alla fine riesce a sconfiggerlo con l'aiuto dei Steel Saint. In punto di morte, Babel viene soccorso da Saori, la quale lo libera dal controllo mentale del Sacerdote. A questo punto Babel scopre che Saori non è altri che Atena e, felice di avere finalmente incontrato la sua Dea, piange di gioia per poi spegnersi serenamente tra le sue braccia.
Nella trilogia OAV su Hades, contrariamente al manga, Babel viene resuscitato da Ade, il quale gli fa dono di una Surplice e lo invia in Siberia per uccidere Hyoga. Sebbene apparentemente segua gli ordini di Ade, Babel non è un traditore, avendo aderito al piano di Shion, antico Grande Sacerdote, per risvegliare il God Cloth di Atena. Arrivato in Siberia con Misty e Moses, Babel trova Hyoga e lo attacca, venendo ucciso per la seconda volta dal Bronze Saint.
Nel manga, Babel possiede un solo colpo segreto, chiamato Fotia Roufihtra e consiste in un vortice di fuoco che Babel lancia contro il nemico. Nella Taizen viene specificato che questa tecnica uccide l'avversario velocemente avvolgendolo nelle fiamme. Sempre nel manga vi è un dialogo dove viene detto che Babel usa i fuochi fatui.
Nell'anime, invece, Babel utilizza un colpo simile che però viene chiamato Swirl of Flame (Lobi di Fiamma nel doppiaggio italiano). Sempre nell'anime, inoltre, il Silver Saint è in grado di utilizzare una versione più potente del Swirl of Flame, ovvero l'Aurora Burning (Aurora Infuocata nel doppiaggio italiano).
Come tutti i Saint di Atena anche Babel indossa un Cloth (o Sacra Armatura), più precisamente il Silver Cloth (o Armatura d'argento) del Centauro, che rappresenta proprio l'omonimo animale. Il Cloth del Centauro esiste anche come Surplice, ovvero le armature degli Spectre di Ade, con una tinta nera e forme leggermente modificate.
Il suo nome originale, uno dei pochi a non essere stato tradotto o cambiato nella versione anime italiana, è un nome biblico, corrispondente all'italiano Babele (o Babilonia).

### Jamian di Crow
Jamian di Crow (烏星座のジャミアン?, Crow no Jamian), o più semplicemente Damian nel doppiaggio televisivo italiano, è il Silver Saint appartenente alla costellazione del Corvo. È uno dei personaggi più bizzarri della serie, simile più a una spalla comica che a un Saint vero e proprio, ed è trattato con una certa ironia da alleati e avversari. Noto come il "domatore di corvi", Jamian, insieme a Shaina, Argor, Dante e Capella, viene incaricato dal Grande Sacerdote di distruggere l'arena delle Galaxian Wars in Giappone, di rapire Saori Kido, reincarnazione di Atena, e di recuperare i pezzi del Gold Cloth del Sagittario. Viene ostacolato nella sua missione prima da Seiya e poi da Ikki, che lo uccide facilmente con l'Hoyoku Tensho.
Nell'adattamento anime realizzato negli anni ottanta le vicende che riguardano Jamian sono state modificate. Innanzitutto non si reca in Giappone con gli altri Silver Saint, bensì è al comando di un gruppo di soldati semplici con cui tenta di catturare Saori. Anche il fato di Jamian è stato modificato: mentre nel manga viene ucciso da Ikki, nell'anime perde l'equilibrio dopo essere stato sfiorato dalla catena di Shun di Andromeda e scivola in un burrone, perdendo fatalmente la vita nell'impatto.
Jamian, inoltre, compare brevemente anche nel manga Next Dimension, quando Saori ricorda quando Seiya la salvò dal Silver Saint.
Nei combattimenti, Jamian sfrutta il suo stormo di corvi per volare trasportato da essi e usarli in battaglia. La sua tecnica d'attacco è chiamata Black Wing Shaft (ブラックウイングシャフト?,  Burakku Uingu Shafuto) (L'Ala nera di Damian nel doppiaggio italiano). Per eseguirla Jamian, circondato dai corvi, espande il suo cosmo, che si manifesta con un corvo di luce, poi ne concentra l'energia nel braccio destro e sferra un pugno contro il nemico. L'energia del pugno, come sottolinea Seiya, non è di per sé molto potente, ma lo spostamento d'aria fa cadere centinaia di piume dei corvi, che vengono attirate sul corpo della vittima. Le piume risultano molto pesanti, difficili da staccare, motivo per cui l'avversario si ritrova soffocato e incapace di muoversi.
Come tutti i Saint di Atena anche Jamian indossa un Cloth (o Sacra Armatura), più precisamente il Silver Cloth (o Armatura d'argento) del Corvo, che rappresenta proprio l'omonimo animale.

#### Soldati di Jamian
Differentemente dal manga, nell'anime Jamian è al comando di uno sparuto gruppo di soldati che indossano un'uniforme vagamente simile al suo Silver Cloth. Vengono tutti sconfitti da Seiya, Shun e Hyoga.

### Algol di Perseus
Algol di Perseus (ペルセウス星座のアルゴル?, Perseus no Algol) è il Silver Saint appartenente alla costellazione di Perseo. Insieme a Shaina, Jamian, Dante e Capella viene incaricato dal Grande Sacerdote di distruggere l'arena delle Galaxian Wars in Giappone, di rapire Saori Kido, reincarnazione di Atena, e di recuperare i pezzi del Gold Cloth del Sagittario. Utilizzando lo scudo di Medusa, Algol riesce a pietrificare Shun e Hyoga, ma non riesce ad avere la meglio su Shiryu che, conscio del potere di Algol, decide di accecarsi per non finire come i propri compagni. Sicuro della vittoria il Bronze Saint sferra il Rozan ShoryuHa, centrando e sfondando prima lo scudo di Medusa, poi il pettorale e il cuore di Algol, che muore pochi istanti dopo.
Nell'adattamento anime realizzato negli anni ottanta le vicende di Algol sono state modificate. Innanzitutto viene dipinto come un guerriero crudele, che si diverte a trasformare in pietra chiunque osi contrastarlo. Questo comportamento gli vale il disprezzo di Aiolia del Leone e le attenzione di Shaina, che decide di arruolarlo per uccidere i Bronze Saint al servizio di Saori Kido. Diversamente dal manga, dunque, Algol parte con la sacerdotessa e Spartan su un'isola sperduta dell'Egeo meridionale allo scopo di attirare lì i Bronze Saint per ucciderli. Qui, dopo avere pietrificato Seiya, Shun e, per errore, Spartan, Algol affronta Shiryu. Lo scontro è identico al manga, eccezion fatta per l'intervento momentaneo dei Steel Saint.
Nella trilogia OAV su Hades, contrariamente al manga, Algol viene resuscitato da Ade, il quale gli fa dono di una Surplice e lo invia in Cina per uccidere Shiryu. Sebbene apparentemente segua gli ordini di Ade, Algol non è un traditore, avendo aderito al piano di Shion, antico Grande Sacerdote, per risvegliare il God Cloth di Atena. Arrivato in Cina con Capella e Vesta, Algol trova Shiryu e lo attacca, venendo ucciso per la seconda volta dal Bronze Saint.
Algol compare in un cameo anche in Saint Seiya Ω, quando Mirkaf di Perseo, suo successore, ricorda la sua sconfitta contro Shiryu.
Il colpo che viene più utilizzato da Algol è lo Scudo di Medusa, sul quale c'è il volto dell'omonima gorgone. Quando Medusa apre gli occhi lancia un raggio verso gli avversari i quali, se incrociano il loro sguardo con il suo, si trasformano subito in pietra. Il raggio scaturito dallo sguardo di Medusa si rivela molto penetrante, tanto da potere superare sia la stoffa che le palpebre, avendo però un effetto pietrificante minore sull'avversario. Un'altra tecnica è il Ra's Al Ghul Gorgonio (ラスアルグール ゴルゴニオ?, Rhas Ar Ghoul Gorgonio) (Stratagemma della Gorgone nel doppiaggio italiano dell'anime classico). Per usarla Algol salta molto in alto, portandosi sopra l'avversario, per poi colpirlo con un calcio. Contemporaneamente, il suo cosmo genera un'illusione in cui i suoi nemici vedono i propri corpi intrappolati da centinaia di serpenti, gli stessi che nel mito fanno da capelli a Medusa. L'illusione impedisce alle vittime di difendersi o evitare il calcio, che può colpire con potenza devastante.
Come tutti i Saint di Atena anche Algol indossa un Cloth (o Sacra Armatura), più precisamente il Silver Cloth (o Armatura d'argento) di Perseo, che rappresenta proprio l'omonimo personaggio mitologico. Il Cloth di Perseo esiste anche come Surplice, ovvero le armature degli Spectre di Ade, con una tinta nera, forme leggermente modificate, e soprattutto priva dell'iconico scudo.

### Capella di Auriga
Capella di Auriga (御者星座のカペラ?, Auriga no Capella), o più semplicemente Agape nel doppiaggio televisivo italiano, è il Silver Saint appartenente alla costellazione dell'Auriga. Insieme a Shaina, Jamian, Argor e Dante, viene incaricato dal Grande Sacerdote di distruggere l'arena delle Galaxian Wars in Giappone, di rapire Saori Kido, reincarnazione di Atena, e di recuperare i pezzi del Gold Cloth del Sagittario. Caratterialmente irruente e sottilmente arrogante, Capella commette l'errore di sottovalutare Ikki che lo colpisce con il Genmaken, provocandogli incubi e illusioni. Il Silver Saint, dunque, immagina di essere fatto a pezzi dai suoi dischi e muore poco dopo per l'eccessivo spavento.
Nell'adattamento anime realizzato negli anni ottanta le vicende di Capella e Dante sono state modificate, visto che vengono inviati dal Grande Sacerdote da soli (senza Jamian, Argor e Shaina) allo scopo di rapire Saori. I due intervengono dopo lo scontro tra Seiya e Jamian e, proprio come nel manga, cominciano a combattere contro Ikki. Rispetto alla versione cartacea, però, la scena in cui Capella è mutilato non è un'illusione, bensì la realtà: il Silver Saint, dunque, non muore per il trauma del Genmaken, ma perché trafitto mortalmente dai suoi dischi.
Nella trilogia OAV su Hades, contrariamente al manga, Capella viene resuscitato da Ade, il quale gli fa dono di una Surplice e lo invia in Cina per uccidere Shiryu. Sebbene apparentemente segua gli ordini di Ade, Capella non è un traditore, avendo aderito al piano di Shion, antico Grande Sacerdote, per risvegliare il God Cloth di Atena. Arrivato in Cina con Argor e Dante, Capella trova Shiryu e lo attacca, venendo ucciso facilmente dal Bronze Saint.
Capella è dotato di due dischi molto affilati che può controllare con la forza del pensiero. Di conseguenza, quando la sua mente è confusa o in preda alla follia, il Silver Saint perde completamente il controllo delle sue armi. Quando non vengono usati in battaglia, i dischi restano agganciati ai lati della cintura di Capella. Nell'enciclopedia Taizen viene rivelato che Capella dispone di un colpo segreto, che però non è mai stato rivelato a causa della fugace apparizione del personaggio.
Come tutti i Saint di Atena anche Capella indossa un Cloth (o Sacra Armatura), più precisamente il Silver Cloth (o Armatura d'argento) dell'Auriga. Come intuibile, il totem dell'armatura rappresenta un l'omonimo animale, o meglio un cavallo rampante che trascina una biga o carro da guerra. Nel corso della serie è forse il Silver Cloth che fa la fine peggiore, venendo letteralmente sbriciolato da Ikki. Il Cloth dell'Auriga esiste anche come Surplice, ovvero le armature degli Spectre di Ade, con una tinta nera, forme leggermente modificate, e soprattutto dotata di dischi meno taglienti di quelli originali visto che non strappano neppure il vestito di Shiryu.

### Dante di Cerberos
Dante di Cerberos (地獄の番犬星座のダンテ?, Cerberos no Dante), o più semplicemente Vesta nel doppiaggio televisivo italiano, è il Silver Saint appartenente alla costellazione di Cerbero. Insieme a Shaina, Jamian, Argor e Capella, viene incaricato dal Grande Sacerdote di distruggere l'arena delle Galaxian Wars in Giappone, di rapire Saori Kido, reincarnazione di Atena, e di recuperare i pezzi del Gold Cloth del Sagittario. Viene ostacolato nella sua missione prima da Ikki e poi da Shun, che lo sconfigge facilmente con la Nebula Chain.
Nell'adattamento anime realizzato negli anni ottanta le vicende di Capella e Dante sono state modificate, visto che vengono inviati dal Grande Sacerdote da soli (senza Jamian, Argor e Shaina) allo scopo di rapire Saori. I due intervengono dopo lo scontro tra Seiya e Jamian e, proprio come nel manga, cominciano a combattere contro i Bronze Saint.
Nella trilogia OAV su Hades, contrariamente al manga, Dante viene resuscitato da Ade, il quale gli fa dono di una Surplice e lo invia in Cina per uccidere Shiryu. Sebbene apparentemente segua gli ordini di Ade, Dante non è un traditore, avendo aderito al piano di Shion, antico Grande Sacerdote, per risvegliare il God Cloth di Atena. Arrivato in Cina con Argor e Capella, Dante trova Shiryu e lo attacca, venendo ucciso facilmente dal Bronze Saint.
Dante usa in battaglia delle catene alle cui estremità sono agganciate delle sfere chiodate. Nell'enciclopedia Taizen viene rivelato che queste sfere possono polverizzare anche l'acciaio e che il loro potere distruttivo aumenta insieme al cosmo dello stesso Dante.
Come tutti i Saint di Atena anche Dante indossa un Cloth (o Sacra Armatura), più precisamente il Silver Cloth (o Armatura d'argento) di Cerbero. Come intuibile, il totem dell'armatura rappresenta l'omonimo animale, il cane a tre teste prigioniero delle catene. Il Cloth di Cerbero esiste anche come Surplice, ovvero le armature degli Spectre di Ade, con una tinta nera e forme leggermente modificate.
Il nome "Dante" è un chiaro riferimento all'omonimo scrittore della Divina Commedia, in cui compare anche il cane Cerbero, uno dei mostri a guardia dell'ingresso degli inferi.

### Algeti di Heracles
Argeti di Heracles (ヘラクレス星座のアルゲティ?, Heracles no Algethi), o più semplicemente Argetti nel doppiaggio televisivo italiano o Argetti di Eracle nella traduzione italiana del manga di Granata Press, è il Silver Saint appartenente alla costellazione di Ercole. Insieme a Sirius e Dio viene inviato dal Grande Sacerdote per controllare Aiolia del Leone, a sua volta mandato in missione per uccidere il traditore Seiya. Durante la missione, i tre decidono di occuparsi personalmente del Bronze Saint, colpendolo a turno. Improvvisamente però, il Gold Cloth del Sagittario compare nel cielo, posizionandosi sul corpo di Seiya. Incapace di comprendere la nuova forza del nemico e paralizzato dai poteri del Gold Cloth, Argeti, insieme ai due parigrado, viene travolto e completamente annientato da una scarica d'energia di Seiya.
Nella trilogia OAV su Hades, contrariamente al manga, Argeti viene resuscitato da Ade, il quale gli fa dono di una Surplice e lo invia a uccidere Shun. Sebbene apparentemente segua gli ordini di Ade, Argeti non è un traditore, avendo aderito al piano di Shion, antico Grande Sacerdote, per risvegliare il God Cloth di Atena. Insieme a Sirius e Dio, Argeti trova Shun e lo attacca, venendo ucciso facilmente dal Bronze Saint.
Argeti compare in un cameo anche nell'anime di Saintia Sho. Dopo essere stato ucciso da Seiya, l'ex Silver Saint diventa un Ghost, la casta più bassa tra i servitori di Eris, e, insieme a Sirius e Dio, viene inviato a Villa Kido per uccidere Saori. In questa occasione si ritrova a fronteggiare le tre Santias Shoko, Mii e Xiaoling, le quali riescono facilmente a eliminare sia Argeti che i suoi due compagni.
Il colpo segreto di Argeti è il Corneolos (Onda d'urto nel doppiaggio italiano della trilogia OAV su Hades) e consiste nell'afferrare l'avversario per poi lanciarlo in aria. Nell'anime, invece, il colpo è leggermente diverso: Argeti batte i pugni tra loro e solleva entrambe le braccia, creando un violento vortice d'aria che spinge l'avversario in aria, immobilizzato dalla pesante pressione esercitata dal colpo. Il vortice poi scompare bruscamente, lasciando precipitare la vittima al suolo. Fisicamente Argeti è il più forte tra tutti i Saint, infatti il suo potere di lancio è superiore persino a quello di Moses.
Come tutti i Saint di Atena anche Argeti indossa un Cloth (o Sacra Armatura), più precisamente il Silver Cloth (o Armatura d'argento) di Ercole. Come intuibile, il totem dell'armatura rappresenta il busto dell'omonimo personaggio mitologico, raffigurato diritto in posa marziale. Il Cloth di Ercole esiste anche come Surplice, ovvero le armature degli Spectre di Ade, con una tinta nera e forme leggermente modificate.
Il nome originale di Argeti, Algethi, deriva dalla seconda stella più luminosa della costellazione di Ercole, Ras Algethi.

### Dio di Musca
Dio di Musca (銀蝿星座のディオ?, Musca no Dio), o più semplicemente Dedalus nel doppiaggio televisivo italiano è il Silver Saint appartenente alla costellazione della Mosca. Insieme a Sirius e Argeti viene inviato dal Grande Sacerdote per controllare Aiolia del Leone, a sua volta mandato in missione per uccidere il traditore Seiya. Durante la missione, i tre decidono di occuparsi personalmente del Bronze Saint, colpendolo a turno. Improvvisamente però, il Gold Cloth del Sagittario compare nel cielo, posizionandosi sul corpo di Seiya. Incapace di comprendere la nuova forza del nemico e paralizzato dai poteri del Gold Cloth, Dio, insieme ai due parigrado, viene travolto e completamente annientato da una scarica d'energia di Seiya.
Nella trilogia OAV su Hades, contrariamente al manga, Dio viene resuscitato da Ade, il quale gli fa dono di una Surplice e lo invia a uccidere Shun. Sebbene apparentemente segua gli ordini di Ade, Dio non è un traditore, avendo aderito al piano di Shion, antico Grande Sacerdote, per risvegliare il God Cloth di Atena. Insieme a Sirius e Argeti, Dio trova Shun e lo attacca, venendo ucciso facilmente dal Bronze Saint.
Dio compare in un cameo anche nell'anime di Saintia Sho. Dopo essere stato ucciso da Seiya, l'ex Silver Saint diventa un Ghost, la casta più bassa tra i servitori di Eris, e, insieme a Sirius e Argeti, viene inviato a Villa Kido per uccidere Saori. In questa occasione si ritrova a fronteggiare le tre Santias Shoko, Mii e Xiaoling, le quali riescono facilmente a eliminare sia Dio che i suoi due compagni.
In battaglia Dio preferisce gli attacchi aerei e il suo colpo segreto si chiama Dead End Fly (デッド・エンド・フライ?, Rōmaji Deddo Endo Furai) (Labirinto Oscuro nel doppiaggio italiano dell'anime), ovvero un calcio mortale che scaglia il nemico in aria.
Come tutti i Saint di Atena anche Dio indossa un Cloth (o Sacra Armatura), più precisamente il Silver Cloth (o Armatura d'argento) della Mosca. Come intuibile, il totem dell'armatura rappresenta l'omonimo animale acquattato a terra, con le ali ripiegate. Il Cloth della Mosca esiste anche come Surplice, ovvero le armature degli Spectre di Ade, con una tinta nera e forme leggermente modificate.

### Sirius di Canis Major
Sirius di Canis Major (巨犬星座のシリウス?, Canis Major no Sirius), o più semplicemente Orione nel doppiaggio televisivo italiano è il Silver Saint appartenente alla costellazione del Cane Maggiore. Insieme a Dio e Argeti viene inviato dal Grande Sacerdote per controllare Aiolia del Leone, a sua volta mandato in missione per uccidere il traditore Seiya. Durante la missione, i tre decidono di occuparsi personalmente del Bronze Saint, colpendolo a turno. Improvvisamente però, il Gold Cloth del Sagittario compare nel cielo, posizionandosi sul corpo di Seiya. Incapace di comprendere la nuova forza del nemico e paralizzato dai poteri del Gold Cloth, Sirius, insieme ai due parigrado, viene travolto e completamente annientato da una scarica d'energia di Seiya.
Nella trilogia OAV su Hades, contrariamente al manga, Sirius viene resuscitato da Ade, il quale gli fa dono di una Surplice e lo invia a uccidere Shun. Sebbene apparentemente segua gli ordini di Ade, Sirius non è un traditore, avendo aderito al piano di Shion, antico Grande Sacerdote, per risvegliare il God Cloth di Atena. Insieme a Dio e Argeti, Sirius trova Shun e lo attacca, venendo ucciso facilmente dal Bronze Saint.
Sirius compare anche in Saintia Sho, quando, insieme ad Asterion e Tramy, viene convocato dal Grande Sacerdote per indagare sul misterioso tempio comparso nel giardino dell'Eden (ovvero il tempio di Eris). I tre accettano la missione, salvo poi essere destituiti dall'incarico (che viene affidato a Milo dello Scorpione). Nell'anime, dopo essere stato ucciso da Seiya, Sirius diventa un Ghost, la casta più bassa tra i servitori di Eris, e, insieme a Dio e Argeti, viene inviato a Villa Kido per uccidere Saori. In questa occasione si ritrova a fronteggiare le tre Santia Shoko, Mii e Xiaoling, le quali riescono facilmente a eliminare sia Sirius che i suoi due compagni.
Anche a causa della sua fugace apparizione nella serie, Sirius non ha mai mostrato il suo colpo segreto nel manga. La trilogia OAV su Hades, dunque, ha provveduto a questa mancanza: durante lo scontro con Shun, infatti, Sirius scaglia sul Bronze Saint una tecnica nota come Great Mountain Smasher (グレート・マウンテン・スマッシャー?, Gurēto Maunten Sumasshā) (Assalto frantumante nel doppiaggio italiano), ovvero un violento pugno scagliato alla velocità del suono.
Come tutti i Saint di Atena anche Sirius indossa un Cloth (o Sacra Armatura), più precisamente il Silver Cloth (o Armatura d'argento) del Cane Maggiore. Come intuibile, il totem dell'armatura rappresenta una specie di cane, ritto sulle zampe. Il Cloth del Cane Maggiore esiste anche come Surplice, ovvero le armature degli Spectre di Ade, con una tinta nera e forme leggermente modificate.
Il nome "Sirius" deriva da Sirio la stella più luminosa della costellazione del Cane Maggiore.

### Ptolemy di Sagitta
Ptolemy di Sagitta (矢星座のトレミー?, Sagitta no Ptolemy), o più semplicemente Betelgeuse nel doppiaggio televisivo italiano è il Silver Saint appartenente alla costellazione della Freccia. Travestito da una losca figura incappucciata e mascherata, Tramy si finge una guida per accogliere Saori Kido e i suoi quattro Bronze Saint ad Atene. Conduce il gruppo fino alla base delle Dodici Case, dove getta via il trasferimento e ferisce gravemente Saori in pieno petto con una delle sue frecce. Il suo trionfo è tuttavia di breve durata, poiché subito dopo viene ucciso dal Pegasus Ryuseiken di Seiya. Nonostante faccia solo una fugace apparizione nel corso della serie, Tramy è un personaggio determinante per la trama, poiché sarà proprio lui a causare la scalata alle Dodici Case di Seiya e degli altri Bronze Saint per salvare Saori.
Ptolemy compare in Saintia Sho, quando, insieme ad Asterion e Sirius, viene convocato dal Grande Sacerdote per indagare sul misterioso tempio comparso nel giardino dell'Eden (ovvero il tempio di Eris). I tre accettano la missione, salvo poi essere destituiti dall'incarico (che viene affidato a Milo dello Scorpione). Successivamente,Ptolemy riappare al momento di trafiggere Saori con una delle sue frecce. La scena è identica a quella della serie classica, ma vengono aggiunti alcuni nuovi elementi, come le preoccupazioni delle Saint e la reazione di Saga alla notizia dell'attacco a Saori.
Il personaggio compare anche nel film in CGI I Cavalieri dello zodiaco: La leggenda del Grande Tempio (2014), che ri-narra la battaglia alle Dodici Case, con modifiche alla trama e al design dei personaggi. Le sue vicende sono sta leggermente modificate, visto che, dopo avere colpito Saori con la sua freccia, viene ucciso da Ikki con l'Hoyoku Tensho.
La tecnica di attacco di Ptolemy si chiama Phantom Arrow (ファントムアロー?, Fantomu Arō) (nome serie italiana: Freccia di Betelgeuse). Nell'eseguire questa tecnica il Silver Saint porta il braccio destro in avanti, come a sferrare un pugno, e usa il suo cosmo per materializzare una miriade di frecce illusorie che volano velocemente contro l'avversario. Tra le varie frecce illusorie, però, si nasconde una freccia d'oro reale, che colpisce l'avversario. Con il passare del tempo questa freccia si conficca sempre più in profondità nel corpo dell'avversario, fino a causarne la morte in circa dodici ore.
Come tutti i Saint di Atena anche Ptolemy indossa un Cloth (o Sacra Armatura), più precisamente il Silver Cloth (o Armatura d'argento) della Freccia. Il totem dell'armatura rappresenta una curiosa scultura da cui esce una mano chiusa a pugno che impugna una freccia come se fosse un pugnale.

### Dedalus di Cepheus
Dedalus di Cefeo (ケフェウス星座のダイダロス?, Cepheus no Daidalos) è il Silver Saint appartenente alla costellazione di Cefeo. Compare solo nel manga ed è il maestro di Shun di Andromeda, June del Camaleonte e di altri numerosi allievi sull'isola di Andromeda (in un dialogo nel manga viene proprio specificato che Dedalus aveva numerosi allievi), localizzata al largo della Somalia nell'Oceano Indiano. Saint onesto e rispettato da tutti per la sua forza, Dedalus è la prima persona a riconoscere le potenzialità di Shun, oltre che uno dei pochi a capire che il Grande Sacerdote è una persona malvagia. Per questa ragione viene assassinato dal Gold Saint Aphrodite dei Pesci, per poi essere vendicato dal suo allievo Shun. Il personaggio non compare nell'adattamento anime realizzato negli anni ottanta, poiché lì il ruolo di maestro di Shun spetta ad Albione.
Il personaggio fa un cameo nel manga Episode G Assassin, quando Aphrodite e Shun ripensano alla sua morte.
Nell'enciclopedia Taizen Kurumada descrive Dedalus come un Saint molto potente, che conosce bene i poteri delle altre armature e che sa padroneggiare ogni attacco (per questo motivo il Grande Sacerdote invia proprio un Gold Saint a ucciderlo).
Come tutti i Saint di Atena anche Dedalus indossa un Cloth (o Sacra Armatura), più precisamente il Silver Cloth (o Armatura d'argento) di Cefeo. Come intuibile il totem dell'armatura rappresenta il busto dell'omonimo re mitologico.

### Orfeo di Lyra
Orfeo della Lira (琴星座のオルフェ?, Lyra no Orphe) è il Silver Saint appartenente alla costellazione della Lira, ispirato all'omonimo personaggio mitologico. Dopo la morte della sua promessa sposa Euridice, uccisa da un serpente velenoso, Orfeo risvegliò l'Ottavo Senso per recarsi nell'Oltretomba e chiedere ad Ade di riportare in vita la sua amata. Ammaliato dal suono della lira di Orfeo, Ade decise di accontentarlo, a condizione che il Silver Saint non si voltasse mai a guardare Euridice finché non fossero ritornati sulla Terra. Così, i due innamorati si incamminarono verso l'uscita, ignari che Pandora stava tramando contro di loro. La sacerdotessa di Ade, infatti, decisa a tenere Orfeo nell'Oltretomba, ordinò a Pharaoh di fermarlo. Attraverso uno specchio donatogli proprio da Pandora, lo Spectre simulò la luce solare che ingannò Orfeo. Il Silver Saint, credendo di essere uscito dall'Oltretomba, si girò a guardare Euridice. Immediatamente la fanciulla venne mutata parzialmente in pietra e Orfeo decise di restare per sempre nell'Oltretomba con lei.
Durante la guerra tra Atena e Ade, Orfeo incontra Seiya e Shun e li sconfigge entrambi con un solo attacco, ma in realtà Orfeo non li uccide ma li conduce nel giardino fiorito dell'oltretomba dove si trova Euridice. In questa occasione viene a sapere dell'inganno di Pandora, si scontra in duello contro Pharaoh e lo uccide; in seguito alla Giudecca tenta persino di assassinare Ade, fallendo nell'impresa. Infine viene sconfitto da Rhadamante che lo colpisce a tradimento alle spalle, morendo poco dopo tra le braccia di Seiya.
È soprannominato il "Saint Leggendario" (o "Cavaliere Leggendario"), poiché si dice che i suoi poteri superino quelli dei Gold Saint. Orfeo dispone di tre attacchi generati dal suono della sua lira. Il primo è chiamato Stringer Nocturne (ストリンガーノクターン?, Sutoringā Nokutān) (Melodia della notte nel doppiaggio italiano dell'anime) che attacca il cervello e le terminazioni nervose dell'avversario. Come mostrato nel manga e anime con questa tecnica Orfeo danneggia pesantemente gli avversari a distanza per mezzo della musica, facendo anche vedere delle allucinazioni e illusioni. Il secondo è lo Stringer Fine (ストリンガーフィーネ?, Sutoringā Fīne) (Requiem finale nel doppiaggio italiano dell'anime), con la quale Orfeo stritola a morte i suoi avversari usando le corde della sua lira, che si allungano per l'occasione come dei tentacoli,avvolgono l'avversario e lo uccidono, addirittura facendolo a pezzi. Infine c'è il Death Trip Serenade (デストリップセレナーデ?, Desu Torippu Sereināde) (Sinfonia dell'eterna quiete nel doppiaggio italiano dell'anime), cioè una meravigliosa melodia che ha il potere di fare addormentare in pochi secondi tutti coloro che l'ascoltano. Nel manga viene specificato che questa tecnica agisce direttamente sulle anime di tutti coloro chè ascoltano la melodia. Sempre nel manga Orfeo dice che questa tecnica fa dormire per 10 giorni consecutivi.
Come tutti i Saint di Atena anche Orfeo indossa un Cloth (o Sacra Armatura), più precisamente il Silver Cloth (o Armatura d'argento) della Lira. Come intuibile, il totem dell'armatura rappresenta l'omonimo strumento.
Nella creazione di Orfeo, Kurumada si è ispirato alla mitologia greca e al mito di Orfeo e Euridice, l'aspetto invece riprende il quasi omonimo personaggio (Orpheo) realizzato per il primo film della serie, I Cavalieri dello zodiaco: La dea della discordia (che viene poi descritto come suo antenato/predecessore) su cui fu poi ricavato anche il personaggio di Mime di Benetnasch per la saga di Asgard. Anche i nomi dei due personaggi sono differenti nella versione originale giapponese, poiché il personaggio del film si chiama Orpheus (come detto nel doppiaggio Dynamic del 2007), mentre quello della serie classica si chiama Orphée. Alcuni colpi di Orfeo sono, invece, ispirati a quelli di Mime: infatti, entrambi possono usare la musica come arma e le corde delle loro lire per uccidere i nemici.

### Saint dell'Altare
Nella serie classica non compare nessun Silver Saint appartenente alla costellazione dell'Altare. Il Silver Cloth dell'Altare, infatti, esordisce nell'enciclopedia Taizen ed è assegnato al guerriero più vicino al Grande Sacerdote. Come intuibile il totem dell'armatura rappresenta un vero a proprio altare.
Gli unici proprietari certi sono Hakurei e Nikol, che però compaiono solo nel manga The Lost Canvas e nel romanzo Gigantomachia.

### Suikyo di Crateris
Nella serie classica non compare nessun Silver Saint appartenente alla costellazione della Coppa. Il Silver Cloth della Coppa, infatti, esordisce nell'enciclopedia Taizen e, secondo la leggenda, ha il potere di curare i Saint feriti. Nel manga di Next Dimension, sequel ufficiale della serie classica, compare Suikyo di Crateris (杯座の水鏡?, Kuraterisu no Suikyō), Silver Saint della Coppa molto potente(nel manga combatte alla pari contro dei Gold Saint) che, per salvare suo fratello minore Suisho, si è schierato dalla parte di Ade, diventando uno dei 3 Giudici degli Inferi, quello di Garuḍa.
Esistono due versioni del totem di questa armatura. La prima compare in una sola immagine nell'enciclopedia Taizen e raffigura una coppa su un piedistallo sollevata da due mani. La seconda compare nel manga Next Dimension e raffigura nel suo Totem un'enorme coppa argentata. In Next Dimension ci viene mostrato inoltre che il Silver Cloth della Coppa ha due poteri speciali, produce un'acqua che cura tutte le ferite di chi beve tale acqua, è può mostrare immagini del futuro. Sempre in Next Dimension ci viene raccontata la genesi di questa armatura, in breve la dea Atena nell'era mitologica aveva una Coppa d'argento sacra con cui celebrava le sue vittorie.

## Silver Saint apparsi in altre opere

### Anime classico e prodotti derivati
L'adattamento anime realizzato negli anni ottanta ha introdotto nuovi personaggi filler, molti dei quali ritenuti Silver Saint. Di recente però i libretti dei blu-ray della serie usciti nel 2014 hanno fatto chiarezza, nominando ufficialmente Silver Saint soltanto Shiva del Pavone, Agorà del Loto e Aracne della Tarantola, che però viene indicato come privo di costellazione. Oltre a questi personaggi viene considerato Silver Saint anche Albione (essendo la controparte animata del Silver Saint Dedalus di Cefeo).
Nel film La dea della discordia, primo lungometraggio dedicato ai Cavalieri dello zodiaco, appaiono i Ghost Saint (o Cavalieri ombra nel doppiaggio italiano), ovvero cinque ex-Saint di Atena passati dalla parte di Eris: Jagger di Orione, Yan dello Scudo, Maya della Freccia, Christ della Croce del Sud e Orfeus della Lira. I cinque sono stati creati da Masami Kurumada, che ne ha progettato anche i Cloth. I cinque dovrebbero essere degli antichi Silver Saint, dal momento che Jagger, Yan, Maya, Christ e Orfeus indossano dei Cloth quasi identici a quelli dei Silver Saint Rigel, Juan, Tramy, Georg e Orfeo. La cosa viene confermata nella brochure di Le porte del paradiso.
Nel racconto riempitivo in continuità con l'anime intitolato La storia segreta di Capricorn, presente nell'artbook Jump Gold Selection 2, inoltre, viene detto che Ares (o Arles nel doppiaggio italiano), Primo Ministro del Grande Sacerdote Shion, era un Silver Saint prima di essere assassinato da Saga dei Gemelli.
| N. | Silver Saint | Costellazione | Apparizione            |
| -- | ------------ | ------------- | ---------------------- |
| 1  | Aracne       | Sconosciuta   | Anime classico, ep. 35 |
| 2  | Albione      | Sconosciuta   | Anime classico, ep. 40 |
| 3  | Shiva        | Pavone        | Anime classico, ep. 54 |
| 4  | Agorà        | Loto          | Anime classico, ep. 54 |
| 5  | Jagger       | Orione        | La dea della discordia |
| 6  | Jan          | Scudo         | La dea della discordia |
| 7  | Maya         | Freccia       | La dea della discordia |
| 8  | Christ       | Croce del Sud | La dea della discordia |
| 9  | Orfeus       | Lira          | La dea della discordia |
| 10 | Ares         | Sconosciuta   | Jump Gold Selection 2  |

#### Aracne della Tarantola
Aracne della Tarantola (蜘蛛星座のアラクネ?, Tarantula no Arachne) è un Silver Saint inviato da Phaeton (dietro ordine del Grande Sacerdote) a prelevare Mu dell'Ariete e condurlo al Santuario, essendo quest'ultimo l'unico in grado, con i suoi poteri, di rintracciare il Gold Cloth del Sagittario, scomparso in circostanze misteriose. Nel corso della missione Aracne viene ostacolato da Seiya, che riesca a ucciderlo con il Pegasus Ryuseiken.
Il colpo segreto di Aracne è la Tarantula Net (nel doppiaggio italiano chiamata, invece, Tela del Ragno o Morsa della Tarantola). Per realizzarlo, il Silver Saint assuma una posizione simile a quella di un ragno, si accovaccia al suolo piegando il corpo tra le gambe e brucia il suo cosmo violetto. Dopodiché Aracne sferra con il pugno un fascio di energia, che prende la forma di una ragnatela che intrappola il nemico e ne assorbe le forze e il cosmo, fino a ucciderlo.
Secondo l'Outer Saint file Aracne si è autonominato Silver Saint, ma non è certo se lo sia davvero. Il suo aspetto è stato curato interamente dal celebre animatore Shingō Araki, mentre il suo nome originale deriva dal personaggio mitologico Aracne. Nel mito Aracne era una fanciulla che, vantatasi di essere più brava di Atena nel tessere, fu da lei sfidata in una gara. Aracne vinse la sfida e Atena, adirata contro la fanciulla, la trasformò per punizione in un ragno, condannandola così a tessere la sua tela per l'eternità.
È doppiato da Ken Yamaguchi nella versione originale e da Maurizio Scattorin in quella italiana.

#### Albione
Albione (アルビオレ?, Arubiore) è il maestro di Shun nell'anime. Non si tratta di un vero e proprio personaggio filler, ma di una reinterpretazione di un personaggio esistente nel manga: Dedalus di Cefeo. Sebbene i due personaggi siano molto diversi nell'aspetto (Albione è biondo e combatte usando delle catene come quelle di Shun, contrariamente a Dedalus che ne è sprovvisto ed è corvino), condividono gran parte della storia. L'unica differenze è che Dedalus viene ucciso da Aphrodite dei Pesci, mentre Albione combatte inizialmente contro Milo dello Scorpione, inviato sull'isola di Andromeda con il compito di uccidere lo stesso Albione e i suoi allievi. Il Grande Sacerdote, conscio della forza di Albione, invia sull'isola anche Aphrodite che, vedendo Milo sopraffatto dall'avversario, lo soccorre con una delle sue rose velenose. L'attacco di Aphrodite annebbia i movimenti di Albione che rimane indifeso di fronte al successivo attacco di Milo. Ormai inerme, Albione viene colpito a morte e si spegne al suolo. Il suo sacrificio purtroppo non salva i suoi allievi, e solo Nemes, Reda e Saltius riescono a scampare alla quasi totale distruzione dell'isola per mano del Gold Saint dello Scorpione.
A differenza del Cloth di Dedalus quello di Albione è dotato di due catene, una per ciascun bracciale, con estremità diverse, il che suggerisce che abbiano funzioni separate. Secondo l'Outer Saint file, Albione possiede un colpo segreto, che però non è mai stato mostrato nell'anime.
È doppiato da Keiichi Noda nella versione originale e da Marco Balzarotti (ep. 40) e Flavio Arras (ep. 69-70) in quella italiana.

#### Shiva del Pavone
Shiva del Pavone (孔雀星座のシヴァ?, Pavo no Śiva), o più semplicemente Pavone nel doppiaggio televisivo italiano, è il Silver Saint appartenente alla costellazione del Pavone. Insieme ad Agorà del Loto è uno dei discepoli di Shaka della Vergine che viene inviato sull'isola di Kanon, per ordine del Grande Sacerdote, con il compito di uccidere Ikki. Con l'aiuto del cosmo di Shaka, che presiede in quel momento la sesta casa, Agorà e Shiva riescono a mettere in serie difficoltà Ikki. Solo l'intervento di Atena riesce ad annullare gli effetti del cosmo di Shaka, permettendo a Ikki di sconfiggere e uccidere i due Silver Saint.
Saint malvagio, che non si fa scrupoli neppure ad attaccare una bambina indifesa, Shiva è in grado di levitare proprio come il suo maestro e seguendo gli insegnamenti di quest'ultimo ha imparato a non avere paura di nulla. Per questa ragione è immune al Phoenix Genmaken di Ikki. Il colpo segreto di Shiva è chiamato Senju Shin On Ken (千手神音拳?, lett. Colpo a risonanza delle mille mani divine) (Ruota del Pavone nel doppiaggio italiano dell'anime), che consiste nel colpire l'avversario in tutto il corpo con centinaia di pugni scagliati ripetutamente a grande velocità. La velocità del colpo è tale da generare nell'osservatore l'illusione percettiva di avere molte più braccia. Insieme ad Agorà, inoltre, Shiva è in grado di creare una spirale di luce per imprigionare gli avversari.
Il nome Shiva deriva dall'omonima divinità induista. È doppiato da Shigeru Nakahara nella versione giapponese e da Antonio Ballerio in quella italiana. Il suo aspetto è stato curato interamente dal celebre animatore Shingō Araki.

#### Agorà del Loto
Agorà del Loto (蓮星座のアゴラ?, Lotus no Argora), o più semplicemente Loto nel doppiaggio televisivo italiano, è il Silver Saint appartenente alla costellazione di Loto. Insieme a Shiva del Pavone è uno dei discepoli di Shaka della Vergine che viene inviato sull'isola di Kanon, per ordine del Grande Sacerdote, con il compito di uccidere Ikki. Con l'aiuto del cosmo di Shaka, che presiede in quel momento la sesta casa, Agorà e Shiva riescono a mettere in serie difficoltà Ikki. Solo l'intervento di Atena riesce ad annullare gli effetti del cosmo di Shaka, permettendo ad Ikki di sconfiggere e uccidere i due Silver Saint.
Saint malvagio, che non si fa scrupoli neppure ad attaccare una bambina indifesa, Agorà è in grado di levitare proprio come il suo maestro e, seguendo gli insegnamenti di quest'ultimo, ha imparato a non avere paura di nulla. Per questa ragione è immune al Phoenix Genmaken di Ikki. Il colpo segreto di Agorà è chiamato Renge Bakusai Ken (蓮華爆砕拳?, lett. Colpo esplosivo del Fiore di Loto) (Nettare di Loto nel doppiaggio italiano dell'anime), che consiste nel colpire l'avversario con un pugno che assume le sembianze di un fiore di Loto luminoso. Chi viene colpito rischia la vita, essendo questo colpo carico di una grande quantità di cosmo che Agorà concentra con la meditazione, come viene esplicitato nei dialoghi originali dell'anime.
Il suo nome originale deriva dagli Aghori (sanscrito: Aghora), che nell'Induismo sono degli sadhu ascetici devoti alla divinità Shiva. È doppiato da Takaya Haji nella versione giapponese e da Paolo Marchese in quella italiana. Il suo aspetto è stato curato interamente dal celebre animatore Shingō Araki.

#### Ares
Ares (アーレス?, Āresu), o Arles nel doppiaggio televisivo italiano, è il Primo Ministro del Grande Sacerdote Shion. Il passato del personaggio, inoltre, è approfondito dallo sceneggiatore Takao Koyama in un racconto riempitivo in continuità con l'anime intitolato La storia segreta di Capricorn, presente nell'artbook Jump Gold Selection 2. In questa storia Ares viene descritto come un Silver Saint, il cui compito è proprio quello di assistere, proteggere, consigliare e all'occorrenza sostituire il Grande Sacerdote in qualità di Primo Ministro. La costellazione di Ares non viene mai chiarita nel racconto, ma, in base a quanto viene detto nell'enciclopedia Taizen, sembra probabile che sia quella dell'Altare. Il Silver Saint dell'Altare, infatti, viene descritto nella Taizen come un guerriero che protegge il Grande Sacerdote, esattamente quello che fa Ares nella storia di Koyama.

### InGigantomachia
| N. | Silver Saint | Costellazione | Apparizione   |
| -- | ------------ | ------------- | ------------- |
| 1  | Nikol        | Altare        | Gigantomachia |

### InEpisode G
| N. | Silver Saint | Costellazione | Apparizione |
| -- | ------------ | ------------- | ----------- |
| 1  | Noesis       | Triangolo     | Episode G   |

### InThe Lost Canvas

Yuzuriha, Silver Saint della Gru, insieme a Yato e Tenma su una copertina del manga di The Lost Canvas.

The Lost Canvas di Shiori Teshirogi introduce nuovi Silver Saint, come Hakurei dell'Altare, Yuzuriha della Gru, Lacaille della Poppa, Tsubaki della Vela, Renner dei Cani da Caccia, Yūgo del Centauro, Archon della Freccia e Fotia del Centauro (questi ultimi tre apparsi in The Lost Canvas Gaiden). Nel corso della serie, inoltre, appaiono in dei piccoli camei altri Silver Saint (di cui non è rivelato il nome ma solo la costellazione) simili alle loro controparti della serie classica (come Cane maggiore, Cani da Caccia, Cerbero, Auriga, Freccia, Lucertola, Balena, Perseo, Ercole, Corvo e Ofiuco).
The Lost Canvas, tuttavia, è un'opera non canonica.
| N. | Silver Saint | Costellazione  | Apparizione     |
| -- | ------------ | -------------- | --------------- |
| 1  | Hakurei      | Altare         | The Lost Canvas |
| 2  | Yuzuriha     | Gru            | The Lost Canvas |
| 3  | Lacaille     | Poppa          | The Lost Canvas |
| 4  | Tsubaki      | Vela           | The Lost Canvas |
| 5  | Rusk         | Bussola        | The Lost Canvas |
| 6  | Yūgo         | Centauro       | The Lost Canvas |
| 7  | Renner       | Cani da Caccia | The Lost Canvas |
| 8  | Archon       | Freccia        | The Lost Canvas |
| 9  | Fotia        | Centauro       | The Lost Canvas |

### InSaint Seiya Ω
| N. | Silver Saint                                                                                    | Costellazione                                                   | Apparizione    |
| -- | ----------------------------------------------------------------------------------------------- | --------------------------------------------------------------- | -------------- |
| 1  | Shaina (Tisifone)                                                                               | Ofiuco                                                          | Serie classica |
| 2  | Kazuma                                                                                          | Croce del Sud                                                   | Saint Seiya Ω  |
| 3  | Yohan                                                                                           | Corvo                                                           | Saint Seiya Ω  |
| 4  | Miguel                                                                                          | Cani da Caccia                                                  | Saint Seiya Ω  |
| 5  | Fly                                                                                             | Mosca                                                           | Saint Seiya Ω  |
| 6  | Pavlín                                                                                          | Pavone                                                          | Saint Seiya Ω  |
| 7  | Almaaz                                                                                          | Auriga                                                          | Saint Seiya Ω  |
| 8  | Balazo                                                                                          | Reticolo                                                        | Saint Seiya Ω  |
| 9  | Sham                                                                                            | Freccia                                                         | Saint Seiya Ω  |
| 10 | Ichi (è l'originale Saint di Idra, promosso a Silver Saint e in seguito ritornato Bronze Saint) | Idra Maschio                                                    | Saint Seiya Ω  |
| 11 | Dore                                                                                            | Cerbero                                                         | Saint Seiya Ω  |
| 12 | Mirfak                                                                                          | Perseo                                                          | Saint Seiya Ω  |
| 13 | Tokisada                                                                                        | Orologio (poi Acquario dopo la nomina di Tokisaba a Gold Saint) | Saint Seiya Ω  |
| 14 | Ennead                                                                                          | Scudo                                                           | Saint Seiya Ω  |
| 15 | Bartschius                                                                                      | Giraffa                                                         | Saint Seiya Ω  |
| 16 | Menkar                                                                                          | Balena                                                          | Saint Seiya Ω  |
| 16 | Bayer                                                                                           | Boote                                                           | Saint Seiya Ω  |

### InSaintia Sho
| N. | Silver Saint | Costellazione | Apparizione |
| -- | --- | ------------- | ----------- |
| 1  | Mayura | Pavone        | Saintia Sho |
| 2  | Juan (ispirato al Ghost Saint Jan, presente nel primo film) | Scudo         | Saintia Sho |
| 3  | Georg (ispirato al Ghost Saint Christ, presente nel primo film) | Croce del Sud | Saintia Sho |
| 4  | Rigel (ispirato al Ghost Saint Jagger, presente nel primo film) | Orione        | Saintia Sho |
| 5  | Aeson (ispirato a Suikyo della Coppa, Silver Saint della Coppa del diciottesimo secolo di Saint Seiya Next Dimension, l'armatura di Aeson è identica a quella di Suikyo, quindi è il successore di Suikyo nel ventesimo secolo. | Coppa         | Saintia Sho |